# Diana Navarro Ocaña
Diana Navarro Ocaña (Màlaga, 21 d'abril de 1978) és una cantant espanyola. Es va donar a conèixer amb el senzill «Sola» l'any 2005, seguint la seva carrera artística amb set discos d'estudi, un recopilatori i un disc en directe publicats fins avui.

## Carrera
Amb el seu primer LP, No te olvides de mí (2005), va aconseguir un doble disc de platí amb més de 200.000 còpies venudes, més de 120 concerts, nominació als Grammy Llatins com a Artista revelació, Premis Ondas 2005 com a Artista Revelació, Premi del Públic Canal Sur 2005, Premi Cadena Dial 2006, nominada als Premis de la Música en sis candidatures, així com pregonera de la Fira de Màlaga i Malaguenya de l'Any per diferents associacions de la seva ciutat natal.
En 2007 va publicar el seu segon treball discogràfic, 24 Rosas, amb el qual aconsegueix vendre més de 120.000 còpies (disc de platí), proclamant-se Disc d'or en tan sols 7 setmanes, 5 Nominacions als Premis de la música i més de 60 concerts per tot Espanya que compagina amb l'espectacle Mujeres on va actuar al costat de Merche Esmeralda, Rocío Molina i Belén Maia, sota la direcció de Mario Maya, portant la seva veu a Nova York, Washington, Miami, Londres i París.
L'octubre de 2008 presenta Camino Verde. Un treball ple de cobles clàssiques amb una visió musical actualitzada, amb el qual aconsegueix el seu quart Disc de platí, ja que va superar les 120.000 còpies venudes.
El 31 d'octubre de 2011 va sortir a la venda Flamenco, un homenatge al flamenc i als seus cantants, des de la Niña de la Puebla fins a Morente. Gràcies a aquest disc va ser nominada als Grammy Llatí 2012, com a millor àlbum de Flamenc.
El 20 de novembre de 2012 publica Género chica, on fa un homenatge a la sarsuela. El 12 de novembre de 2013 edita La esencia, un recopilatori amb duets amb altres artistes. El següent disc, Resiliencia, no l'editaria fins al 20 de maig de 2016. I el setembre de 2019 estrenaria Inesperado.

## Discografia
- No te olvides de mí (2005)
- 24 rosas (2007)
- Camino verde (2008)
- Flamenco (2011)
- Género chica (2012)
- La esencia (2013, recopilatori)
- Resiliencia (2016)
- Inesperado (2019)

## Altres treballs
1. «Los campanilleros» (Diana Navarro) («Málaga en Navidad». 2005)
2. «Volaverunt opus 666» (Mägo de Oz i Diana Navarro) («Gaia II: La voz dormida» 2005)
3. «Aquelarre» (Mägo de Oz i Diana Navarro) («Gaia II: La voz dormida» 2005)
4. «Te extraño» (Armazanero i Diana Navarro) (Todos los duetos, 2005)
5. «Miradas cruzadas» (David de María i Diana Navarro) (Caminos de ida y vuelta. 2006)
6. «Romeiro ao lonxe» (Luar na Lubre i Diana Navarro) (Ao vivo. 2009)
7. «No matemos el tiempo» (Vanesa Martin i Diana Navarro) (Vanesa Martin Trampas. DVD, 2010)
8. «Ojos gitanos» (Cómplices i Diana Navarro) (20 Años Cómplices, 2010)
9. «A miña amiga» (Luar na Lubre i Diana Navarro) (Solsticio, 2011)
10. «Solamente tú» (Pablo Alborán i Diana Navarro) (Pablo Alborán, 2011)
11. «Pido la palabra» (Andy y Lucas i Diana Navarro) (Pido la palabra, 2011)
12. «Esos ojitos negros» i La La La» (Dúo Dinámico i Diana Navarro) (50 Años del Dúo Dinámico, 2011)
13. «Solamente tú» (Pablo Alborán i Diana Navarro) (Pablo Alborán en acústico, DVD, 2011)
14. «Amar es para siempre» (Diana Navarro) per la sèrie de TV d'A3 Amar es para siempre
15. «Lía» (María Dolores Pradera i Diana Navarro) (Gracias a Vosotros, 2012)
16. Ser...es difícil (El Chojin  i Diana Navarro) (I.R.A. 2013)
17. «Gracias Miliki» (Diana Navarro, Daniel Diges, Soledad Jiménez i Álex Ubago) (Gracias Miliki, 2013)
18. «Finisterra Opera Rock» (Mägo de Oz)

## Filmografia

### Televisió
- Esposados, com a Diana Navarro (2013)[11]
- Amar es para siempre, com a Estrella Velasco (2014)
- Tu cara me suena, com a concursant invitada imitant Lana Del Rey (2016)[12]
- Tu cara me suena 6, com a concursant (2017-2018)

### Cinema
- YOCASTA, com a Yocasta (2013)
- Las pesadillas de Alberto Soto. Com Lola. Un film de Miguel A. Almanza. (2017).
- Padre no hay más que uno. Com Mare. Un film de Santiago Segura. (2019).